# Popis radijskih postaja u Urugvaju
Slijedi popis radijskih postaja u Urugvaju prema departmanima.

## Artigas
- - 89.5 - Viva FM 89.5 (CX208D) – Artigas[2]
  - 90.7 – Amatista FM (CX214) – Artigas
  - 94.7 – Aquarius FM – Artigas (ugašen)
  - 1180 AM - 6075 SW - La Voz de Artigas – Artigas

## Canelones
- FM
  - 90.1 –     FM Ideal – Santa Lucia
  - 93.1 –     Inolvidable FM – Canelones
  - 106.1 –      Más Máquina – Santa Lucia

## Cerro Largo
- AM
  - 1520 –      Radio Acuarela – Melo

## Colonia
- AM
  - 550 –     Radio Colonia – Colonia
  - 1580 –      San Salvador AM – Dolores
- FM
  - 89.7 –     Skorpio – Dolores
  - 90.7 –     Reflejos FM – Nueva Helvecia
  - 91.9 –     Amanecer FM – Colonia

## Florida
- FM
  - 90.9 –     La Noventa FM – Florida

## Lavalleja
- FM
  - 99.1 –      Federal FM – Minas (pop glazba, vijesti)

## Maldonado
- AM
  - 1210 –      Radio RBC – Piriápolis
- FM
  - 96.7 –      FM del Sol – Punta del Este
  - 99.5 –      FM del Sol|rep. – La Barra
  - 103.5 –      Aspen FM – Punta del Este

## Montevideo
- AM
  - 580 –      Clarín (CX58) – Montevideo (glazba)
  - 610 –     Radio Rural (CX4) – Montevideo (vijesti/folklor)
  - 650 –      SODRE (CX6) – Montevideo (klasična glazba)
  - 690 –     Radio Sarandi (CX8) – Montevideo (vijesti/razgovori/šport)
  - 770 –      Radio Oriental (CX12) – Montevideo (vijesti/šport/glazba)
  - 810 –      El Espectador (CX14) – Montevideo (vijesti/razgovori)
  - 850 –      Radio Carve (CX16) – Montevideo (vijesti/šport/intervjui)
  - 890 –      Radio Sarandi Sport (CX18) – Montevideo (šport)
  - 930 –     Radio Monte Carlo (CX20) – Montevideo (vijesti)
  - 970 –      Universal (CX22) – Montevideo
  - 1010 –      Radio 1010 AM (CX24) – Montevideo
  - 1050 –      Radio Uruguay (CX26) – Montevideo (vijesti/glazba)
  - 1090 –      Imparcial (CX28) – Montevideo
  - 1130 –      Radio Nacional La 30 (CX30) – Montevideo
  - 1250 –     Radio Centenario (CX36) – Montevideo
  - 1290 –      Emisora del Sur (CX38) – Montevideo
  - 1330 –     Radio Fénix (CX40) – Montevideo
  - 1370 –     Ciudad de Montevideo (CX42) – Montevideo
  - 1410 –     AM Libre (CX44) – Montevideo
  - 1450 –     Radio América (CX46) – Montevideo
- FM
  - 88.3 –      La Costa FM – Montevideo
  - 90.3 –      Oldies FM – Montevideo
  - 91.1 –      Radio Futura FM – Montevideo
  - 91.9 –     Radio Disney – Montevideo
  - 92.5 –      Urbana - Montevideo
  - 93.1 –      Inolvidable FM – Montevideo
  - 93.9 –     Océano FM – Montevideo
  - 94.7 –     Emisora del Sur – Montevideo
  - 95.5 –     Del Plata FM – Montevideo
  - 96.3 –      Alfa FM – Montevideo
  - 97.1 –    Babel FM – Montevideo
  - 97.9 –      M24 FM – Montevideo
  - 98.7 –      Diamante FM – Montevideo
  - 99.5 –      FM del Sol – Montevideo
  - 100.3 –      Aire FM – Montevideo
  - 101.9 –      Azul FM – Montevideo
  - 102.9 –      FM Total – Montevideo
  - 103.7 –      FM Latina – Montevideo
  - 104.3 –     Radio Cero – Montevideo
  - 104.9 –     Metropolis FM – Montevideo
  - 105.3 –      FM del Carmen[3]
  - 105.9 –      Galaxia FM – Montevideo
  - 106.7 –      La Ley 106.7 – Montevideo

## Paysandu
- FM
  - 96.3 –      Casino FM – Paysandu
  - 106.9 –      Contacto FM (CX295B) – Paysandú (kršćanski pop)

## Rivera
- AM
  - 1480 –     Radio Internacional (CW43B) – Rivera

## Rocha
- AM
  - 1260 –      Difusora Rochense – Rocha
  - 1590 –      CW 159 – Lascano
- FM
  - 91.3 –      La Marea – Rocha
  - 98.3 –     Cadena dela Costa|rep. – Rocha
  - 99.9 –      Imaginacion 99.9 – Rocha
  - 102.1 –     Cadena dela Costa – La Paloma

## Salto
- AM
  - 1450 –     Radio Arapey – Salto
- FM
  - 103.3 50Watts America 103.3 – Salto (Radio de pobres)
  - 106.5 –     Delexodo FM (CX293) – Salto
  - 97.7 10 kW –     Planeta 97.7 FM (CX291) – Salto

## San Jose
- FM
  - 99.1 –      Café Noticias – San Jose de Mayo
  - 103.3 –      Encuentro 103.3 – San Jose de Mayo

## Tacuarembo
- FM
  - 92.5 25 kW Armonia FM (CX223) – Tacuarembó
  - 104.5 25 kW Radio Gaucha (CX283) – Tacuarembo
  - 101.7 25 kW

## Treinta y Tres
- FM
  - 97.3 –     FM Conquistador – Treinta y Tres

## Poveznice
- ANDEBU
- SODRE